# Grão-ducado
Grão-ducado é um território cujo chefe de estado é um grão-duque (ou uma grã-duquesa). O único grão-ducado existente atualmente é o Grão-ducado de Luxemburgo, governado pelo Grão-duque Henrique Alberto.

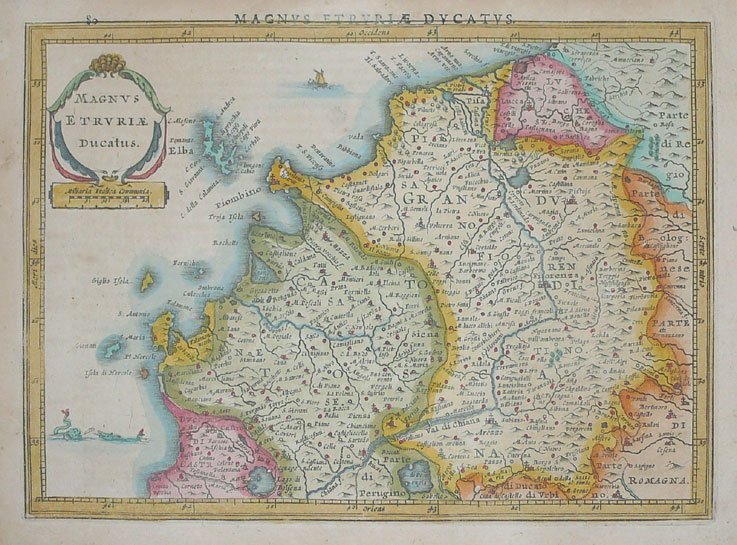
Grão-ducado da Toscana (1569-1859), parte do Sacro Império Romano-Germânico.

## Lista de Grão-ducados

### Pré-Napoleónicos
- Grão-Ducado da Lituânia (1236-1795)
- Grão-Ducado da Toscana (1569–1860) - absorvido com a unificação da Itália;

### Pós-Napoleão
- Grão-Ducado de Berg (1806–1813) - absorvido pela Prússia;
- Grão-Ducado de Wurzburgo (1806–1814) - absorvido pela Baviera;
- Grão-Ducado de Baden (1806–1918) - integrado no Império Alemão;
- Grão-Ducado de Hesse (1806–1918) - integrado no Império Alemão;
- Grão-Ducado da Finlândia (1809-1918) - em união pessoal com o Império Russo;
- Grão-Ducado de Frankfurt (1810–1813) - repartido por diversos estados alemães;
- Grão-Ducado do Baixo Reno (1815–1822) - província do Reino da Prússia;
- Grão-Ducado do Luxemburgo (1815- ...) - em união pessoal com o Reino dos Países Baixos até 1890. Depois independente;
- Grão-Ducado de Mecklemburgo-Schwerin (1815–1918) - integrado no Império Alemão em 1871;
- Grão-Ducado de Mecklemburgo-Strelitz (1815–1918) - integrado no Império Alemão em 1871;
- Grão-Ducado de Posen (1815–1848) - estado inicialmente autónomo, depois absorvido pelo Reino da Prússia;
- Grão-Ducado de Saxe-Weimar-Eisenach (1815–1918) - integrado no Império Alemão em 1871;
- Grão-Ducado de Fulda (1816–1866) - parte do Eleitorado de Hesse, anexado pela Prússia em 1866;
- Grão-Ducado de Oldemburgo (1829–1918) - integrado no Império Alemão em 1871;
- Grão-Ducado de Cracóvia (1846–1918) - em união Pessoal com o Império Austríaco;

O termo "Grão-Ducado" é, frequente mas erradamente, aplicado ao estado polaco entre 1807 e 1813 que, na verdade se designava Ducado de Varsóvia.
Outras jurisdições às quais nos referimos historicamente como Grão-Ducados eram , na verdade, Grão-Principados como seja o Grão-Ducado da Lituânia e o Grão-Ducado de Moscovo.

## Metonímia
Na Bélgica, o termo Grand-Duché (em português:  Grão-Ducado) é frequentemente usado como metónimo para referirem o país vizinho, o Grão-Ducado do Luxemburgo. Esta prática ajuda a evitar confusões com a província belga adjacente, o Luxemburgo Belga, i.e. a parte do antigo Luxemburgo que fala Valão e que foi anexado pela Bélgica em 1839.